# Horizon Apartments
La Horizon Apartments est un gratte-ciel résidentiel construit à Sydney (Australie) en 1998 et situé au 184 Forbes Street.